# Egkōmī
Egkōmī (in greco Έγκωμη?, traslitterato anche Engomi) è un comune di Cipro nel distretto di Nicosia di 18 010 abitanti (dati 2011).
Il comune confina con la capitale Nicosia ed è sede di numerose ambasciate, tra cui l'ambasciata d'Italia.